# Benjamin Markarjan

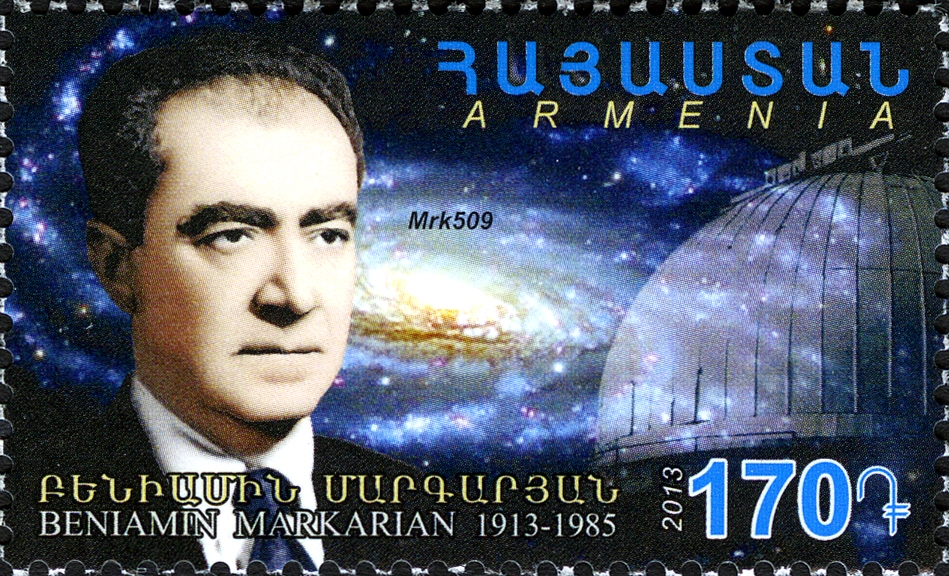
Benjamin Markarian

Benjamin Markarjan (armenisch Բենիամին Մարգարյան; russisch Вениамин Егишевич Маркарян/Weniamin Jegischewitsch Markarjan; * 29. November 1913 in Schulawer, heute Schaumiani, Georgien; † 29. September 1985; in englischer Transkription Markarian, in einigen wissenschaftlichen Werken fälschlicherweise auch Makarian) war ein armenischer Astrophysiker.
Markarjan war seit dessen Gründung 1946 am Byurakan-Observatorium tätig und arbeitete an Theorien über die Sternentstehung, Galaxienhaufen und Superhaufen. Er beschäftigte sich allgemein mit Sternassoziationen und verfasste den ersten systematischen Katalog mit O-Assoziationen. Für diese Arbeiten erhielt er 1950 zusammen mit Wiktor Hambardsumjan den Stalinpreis.
In den 1960er Jahren beobachtete er intensiv eine Gruppe von Galaxien mit aktiven Kernen, die besonders helles, blaues Licht mit einem hohen UV-Kontinuum aus dem Zentrum abgeben (Seyfertgalaxien, Blasare und Quasare). Er fasste einige Hundert dieser Objekte zu einem Katalog zusammen, der heute den Namen Markarjan-Katalog trägt und etwa 1500 Objekte umfasst. Die Galaxien werden heute als Markarian-Galaxien bezeichnet. 
In den 1970er Jahren beobachtete er mehrere Galaxien des Virgo-Galaxienhaufens, die den Namen Markarjansche Kette erhalten haben.